# تئو روسی
جان تئودور روسی (انگلیسی: John Theodore Rossi؛ زادهٔ ۴ ژوئن ۱۹۷۵) بازیگر و تهیه‌کننده آمریکایی است. او نقش خوان کارلوس «جویس» اورتیز را در مجموعه تلویزیونی شبکۀ اف‌اکس فرزندان آشوب (۲۰۱۴–۲۰۰۸) و هرنان «شیدز» آلوارز را در مجموعۀ ابرقهرمانی لوک کیج (۲۰۱۸–۲۰۱۶) ایفا کرد. نقش‌های سینمایی برجسته او شامل تینو هال در شن‌های قرمز (۲۰۰۹)، دوس در خزانه (۲۰۱۹) و یوسف در امیلی جنایتکار (۲۰۲۲) هستند که برای آخری نامزد دریافت جایزۀ ایندیپندنت اسپیریت شده‌است.

## فیلم‌شناسی

### فیلم
| سال  | عنوان            | نقش          | یادداشت                                                 |
| ---- | ---------------- | ------------ | ------------------------------------------------------- |
| ۲۰۰۸ | کلاورفیلد        | آنتونیو      |                                                         |
| ۲۰۰۹ | خبرچینان         | اسپاز        |                                                         |
| ۲۰۰۹ | شن‌های قرمز       | تینو هال     |                                                         |
| ۲۰۱۶ | وقتی شاخه می‌شکند | مایک میچل    |                                                         |
| ۲۰۱۹ | خزانه            | دوس          |                                                         |
| ۲۰۱۹ | پوست آمریکایی    | دومینیک ریس  |                                                         |
| ۲۰۲۰ | اشباح جنگ        | کرک          |                                                         |
| ۲۰۲۱ | ارتش مردگان      | برت کامینگز  |                                                         |
| ۲۰۲۲ | امیلی جنایتکار   | یوسف         | نامزد – جایزۀ ایندیپندنت اسپیریت بهترین بازیگر نقش مکمل |
| ۲۰۲۲ | انتقام           | روری فتر     |                                                         |
| ۲۰۲۲ | زوئی عزیز        | نیک دینانزیو |                                                         |
| ۲۰۲۳ | اسکویلر          | دنی دی.      |                                                         |
| ۲۰۲۴ | بوسکو            | راموس        |                                                         |
| ۲۰۲۴ | چمدان            |              |                                                         |

### تلویزیون
| سال       | عنوان                           | نقش                       | یادداشت |
| --------- | ------------------------------- | ------------------------- | ------- |
| ۲۰۰۱–۲۰۰۲ | بوستون پابلیک                   | براندون وبر               |         |
| ۲۰۰۲      | دنیای مالکوم                    | ارشد                      |         |
| ۲۰۰۵      | عدالت کور                       | اریک فیتزجرالد            |         |
| ۲۰۰۵      | ورونیکا مارس                    | نوریس کلایتون             |         |
| ۲۰۰۶      | بدون هیچ ردی                    | کوری ویلیامز              |         |
| ۲۰۰۶      | لاست                            | گروهبان بوچلی             |         |
| ۲۰۰۶      | یگان                            | مایک                      |         |
| ۲۰۰۶      | استخوان‌ها                       | نیک آرنو                  |         |
| ۲۰۰۶      | جریکو                           | رندی پایتون               |         |
| ۲۰۰۷      | کوسه                            | دنی وارگاس                |         |
| ۲۰۰۷      | آناتومی گری                     | استن جیاماتی              |         |
| ۲۰۰۸–۲۰۱۴ | فرزندان آشوب                    | خوان کارلوس «جویس» اورتیز |         |
| ۲۰۰۹      | نابودگر: ماجراهای سارا کانر     | ستوان دیتسه               |         |
| ۲۰۰۹      | سی‌اس‌آی: میامی                   | جیمی کستیگان              |         |
| ۲۰۱۰      | به من دروغ بگو                  | افسر ترسلر                |         |
| ۲۰۱۲      | هاوایی فایو-زیرو                | سال                       |         |
| ۲۰۱۲      | آلکاتراز                        | سانی برنت                 |         |
| ۲۰۱۳      | نظم و قانون: واحد قربانیان ویژه | انریکه رودریگز            |         |
| ۲۰۱۶–۲۰۱۸ | لوک کیج                         | هرنان «شیدز» آلوارز       |         |
| ۲۰۲۱      | داستان واقعی                    | جین                       |         |
| ۲۰۲۲      | جنگ ستارگان: داستان‌های جدای     | سناتور لاریک              |         |
| ۲۰۲۴      | پنگوئن                          | دکتر جولیان راش           |         |